# هموند
الهموند هم قبيلة كردية, من شمال العراق.
في عام 1908, تمردوا على الإمبراطورية العثمانية.
خلال الحرب الأهلية العراقية (2014-2017) ، قاتلوا ضد الدولة الإسلامية في العراق والشام إلى جانب القبائل الكردية الأخرى.